# Solitaire, Namibija
Solitaire je majhno naselje v regiji Khomas v osrednji Namibiji v bližini narodnega parka Namib - Naukluft. Je edini kraj, ki ima bencinsko postajo, pošto, pekarno in splošno prodajalno med sipinami Sossusvleia in obalo pri Walvis Bayu do glavnega mesta Windhoek. Solitaire spada v volilno enoto Windhoek podeželje. 

## Zgodovina
Leta 1948 je Willem Christoffel van Coller od Jugozahodnoafriške uprave (takrat namibijska vlada) kupil 33.000 hektarjev zemljišč  za gojenje karakulske ovce. Dežela je bila prej nerazvito območje, imenovano Areb, med regijo Ababis na jugu in regijo Koireb na severu.
Območju je dala ime Elsie Sophia van Coller (žena Willema Christoffela van Collerja). Ime je bilo izbrano zaradi dveh pomenov. Solitaire lahko pomeni samo po en diamant, lahko pa tudi samota ali osamljenost. Povezava teh dveh pomenov je ustvarila pojem enkratno ali svojevrstno in dragoceno, toda osamljeno mesto. 
Van Coller je bil prvi človek, ki je v Solitairu zgradil objekt – kmetijo oziroma dvosobno kočo, tudi glavno poslopje kmetije, kamniti kraal (zaprt prostor za govedo ali druge živali, ograjen s palisado, blatnim zidom in podobnim) na meji kmetije in steno jezu čez strugo reke. Odgovoren je bil tudi za gradnjo današnje trgovine in prve bencinske črpalke. V trgovini je bil tudi regionalni poštni urad, v katerem so pošto izdajali enkrat tedensko. Sčasoma so postavili tudi kapelico. Leta 1968 je bila kmetija "Solitaire" prodana Maritzu.

## Turizem
Solitaire je na križišču glavnih cest C14 (Walvis Bay–Bethanie) in C24 (Rehoboth–Sossusvlei), ki sta glavni turistični poti skozi narodni park Namib - Naukluft. Imajo gramozno letališko stezo, ki jo občasno uporabljajo turistične organizacije in zasebni lastniki letal.
Ker je okolica redko poseljena, se tu pogosto ustavljajo turisti. Naselje samo ima kamp in motel – Solitaire Country Lodge, sosednja kmetija ima  Solitaire Guest Farm Desert Ranch, ki je višjega razreda.

## Galerija
- Solitaire (bencinska črpalka v ozadju)
- Bencinska črpalka
- Trgovina
- Notranjost trgovine
- Kavarna in restavracija
- Solitaire (2009)
- Solitaire (2009)
- Solitaire (2009)

## Kultura
Solitaire je znan na Nizozemskem zaradi romana iz leta 2001 z istim naslovom nizozemskega avtorja Tona van der Leeja, ki opisuje bivanje v tem kraju.
Ustanovitelj in lastnik pekarne v Solitairu (Moose McGregor Desert Bakery) je Percy "Moose" McGregor. Zaslovela je po svoji jabolčni piti; vsi večji turistični vodniki, tudi Lonely Planet, jo omenjajo kot "najboljši jabolčni zavitek v Afriki". Njegov kruh je znan kot najokusnejši v Namibiji. McGregor je nenadoma umrl 18. januarja 2014.